# Boeing XP-8
Boeing XP-8 (Boeing Model 66) là một nguyên mẫu máy bay tiêm kích của Hoa Kỳ trong thập niên 1920, dành cho thiết kế khác thường kết hợp với bộ phận tản nhiệt của động cơ trong cánh dưới.

## Thiết kế và phát triển
Boeing đã phát triển nguyên mẫu vào năm 1926 như một dự án cá nhân, với mục đích giành chiến thắng trong cuộc cạnh tranh sản xuất máy bay cho Quân đoàn không quân Lục quân đã được đưa ra vào năm 1925. Thiết kế của Boeing là Model 66, khung máy bay cơ bản là khung một chiếc PW-9 với động cơ thử nghiệm Packard 2A-1530 600 hp. Để luồng khí gần động cơ, bộ phận tản nhiệt đã chuyển ra sau kết hợp với gờ trước của cánh dưới, kết quả là một động cơ có mặt nghiêng rất hẹp

## Thử nghiệm
Lục quân đã thử nghiệm máy bay vào tháng 1-1928, và nó tỏ ra là một máy bay xử lý tốt, nhưng hiệu suất của nó kém, nó chỉ đạt được vận tốc tối đa là 173.2 mph. Mặc dù vậy, nguyên mẫu vẫn tiếp tục được thử nghiệm đến tháng 6-1929, sau đó nó bị loại bỏ. Thiết kế khung vẫn được áp dụng cho loại Boeing F2B của Hải quân.

## Thông số kỹ thuật (XP-8)
Dữ liệu lấy từ Fighters of the United States Air Force

### Đặc điểm riêng
- Tổ lái: 1
- Chiều dài: 23 ft 5 in (7.14 m)
- Sải cánh: 30 ft 1 in (9.17 m)
- Chiều cao: 9 ft 0 in (2.74 m)
- Diện tích cánh: 260 ft² (24.15 m²)
- Trọng lượng rỗng: 2.390 lb (1.084 kg)
- Trọng lượng cất cánh: n/a
- Trọng lượng cất cánh tối đa: 3.421 lb (1.552 kg)
- Động cơ: 1× động cơ piston Packard 2A-1530, 600 hp (448 kW)

### Hiệu suất bay
- Vận tốc cực đại: 153 knots (176 mph, 283 km/h) trên 6.000 ft (1.830 m)
- Vận tốc hành trình: 129 knots (148 mph, 238 km/h)
- Tầm bay: 283 nm (325 mi, 523 km)
- Trần bay: 20.950 ft (6.386 m)
- Vận tốc lên cao: 1.750 ft/min (8.89 m/s)
- Lực nâng của cánh:
- Lực đẩy/trọng lượng:

### Vũ khí
- Súng máy: 1 khẩu 0.3 và một khẩu 0.5